# Stadtbücherei Geislingen an der Steige
Die Stadtbücherei Geislingen, auch Stadtbücherei in der MAG genannt, ist eine öffentliche Bibliothek und befindet sich am Ende der Fußgängerzone in unmittelbarer Nähe der Stadtkirche Geislingen im ehemaligen Verwaltungsgebäude der Maschinenfabrik Geislingen, abgekürzt MAG. Träger der Einrichtung ist die Große Kreisstadt Geislingen an der Steige.
Die Stadtbücherei versteht sich als kommunales Lernzentrum, zentrale Informationsvermittlungsstelle und kulturellen Erlebnisort. Sie bietet rund 43.000 physikalische Medien und Zugriff auf über 40.000 digitale Medien über das Onleihe-Angebot Online-Bibliothek 24/7.

## Geschichte

### Gründung
Die ersten Erwägungen, eine städtische Bücherei zu schaffen, gehen auf das Jahr 1938 zurück. Zu dieser Zeit waren der Kaufmännische Verein, die Museumsgesellschaft und der Kunstgewerbeverein gerade in der Auflösung begriffen. Alle drei Vereinigungen hatten wertvolle Büchereien. Es waren von Seiten des Bürgermeisters und der Ratsherren Überlegungen im Gange, diese Bücher als Grundstock für eine zu schaffende städtische Bücherei zu erbitten.
Der Kunstgewerbeverein überließ den größten Teil seiner Bestände der Stadt und die anderen Vereine übergaben der Stadt einige Restbestände zur Sicherstellung und späteren Verwendung. Im Jahr 1939 war vorgesehen, in der alten Gewerbeschule mit Unterstützung der Staatlichen Volksbüchereistelle für Württemberg die städtische Bücherei einzurichten. Mit Beginn des Zweiten Weltkrieges wurden alle Bemühungen, eine städtische Bücherei zu schaffen, vorübergehend beendet. Erst im Jahre 1947 wurde die Schaffung einer Volksbücherei wieder ernsthaft in Angriff genommen. Es erging ein Aufruf an die Geislinger Bevölkerung, für die neu einzurichtende Bücherei Literatur zu spenden, dem eifrig nachgekommen wurde. Mit einem feierlichen Festakt in der Jahnhalle wurde am 10. Oktober 1948 die Volksbildungsstätte Geislingen/Steige eröffnet. Der Festakt umfasste die Eröffnung der Volksbildungsstätte (heute VHS Geislingen), die Gründung des Kulturvereins Geislingen/Steige e.V. und die Eröffnung der Städtischen Volksbücherei (heute Stadtbücherei Geislingen/Steige). Die Städtische Volksbücherei erhielt ihr Domizil in der alten Gewerbeschule.

### Jahre 1949 bis 1994
Im Jahr 1951 erfolgte ein Umzug in die Uhlandschule, wo den Bücherei nur ein enger Raum zur Verfügung stand. Dieses Domizil war von Beginn an nur als Übergangslösung gedacht.
1953 konnte die Bücherei ins Kanzleigebäude Parkstraße 2 umziehen, wo ihr wieder mehr Raum zur Verfügung gestellt wurde. Dies bewirkte, dass die Ausleihzahl bis Ende 1956 verdoppelt werden konnte. Im Jahr 1958, kurz vor ihrem 10-jährigen Bestehen, zog die Stadtbücherei in zwei neue Räume im Alten Rathaus ein. Damit war die Möglichkeit gegeben, einen Teil der Bücher in Freihandregalen aufzustellen. Dies war zugleich der erste Schritt von der bisherigen Thekenbücherei zur künftigen Freihandbücherei. Allmählich wurde diese Freihandaufstellung ausgebaut und seit dem Jahr 1959 stand auch den Kindern eine eigene Leseecke zur Verfügung. Im selben Jahr gestaltete die Stadtbücherei durch neue Möbel das Aussehen der Räumlichkeiten freundlicher. Tische mit Stühlen zum Anlesen wurden aufgestellt.
Ab 1962 wurde auf Beschluss des Gemeinderats keine Leihgebühr mehr erhoben. Diese Entscheidung hatte eine starke Zunahme des Leseinteresses zur Folge (1960 = 18.853 Entleihungen; 1962 = 36.595 Entleihungen). 1966 konnte durch Einbeziehung eines Teils des „alten Magazinraumes“ den Kindern und Jugendlichen zu einem eigenen Büchereiraum verholfen werden. Seit diesem Jahr hatte der Leser auch die Möglichkeit, durch die Stadtbücherei Bücher für wissenschaftliche Arbeiten über die Fernleihe zu bestellen.
Laut Beschluss des Gemeinderats mussten ab Juli 1975 wieder Leihgebühren erhoben werden und zwar 0,20 DM pro Entleihung. Im Oktober desselben Jahres ließ sich feststellen, dass dadurch der Buchumsatz um ein Drittel zurückgegangen war. Auf Grund dieser anhaltenden rückläufigen Tendenz entschloss sich der Gemeinderat 1976 statt der Leihgebühren, Jahreskarten auszugeben. Im Januar 1980 beschloss der Gemeinderat im Rahmen eines Kulturkonzeptes, im Stadtteil Altenstadt eine Zweigstelle der Stadtbücherei einzurichten. Ende September 1981 wurde dann im Michelberggymnasium die Zweigstelle Altenstadt eröffnet. Im Januar 1981 entfielen durch Gemeinderatsbeschluss die Ausleihgebühren. Seit August 1982 hat die Stadtbücherei auch an Samstagen geöffnet.
Zum Jahresende 1983 verfügte die Stadtbücherei über einen Bestand von 31.184 Büchern und 284 Toncassetten. Ende 1990 konnte die Bücherei mit einem Bestand von 36.425 Medien 76.833 Entleihungen erreichen, das bedeutete einen zweifachen Umsatz des Medienbestandes.
Im Jahr 1991 wurde vom Gemeinderat eine neue Kulturkonzeption einstimmig auf den Weg gebracht. Die Stadtbücherei sollte mit Volkshochschule, Stadtarchiv, Kulturbüro und weiteren Ämtern auf dem ehemaligen MAG-Areal in das um- und ausgebaute Verwaltungsgebäude einziehen. Am 15. März 1993 wurde die Zweigstelle der Stadtbücherei in Altenstadt geschlossen. Die Räumlichkeiten wurden als Schulbibliothek weiter genutzt. Diese Maßnahme geschah im Hinblick auf den Umzug der Bücherei ins neue Gebäude auf dem MAG-Areal.

### In der MAG
Erstmals erfolgte 1994 die Einarbeitung aller Daten in ein EDV-Bibliothekssystem. Zum 25. März 1994 wurde die Bücherei im Alten Rathaus geschlossen. es gab nur noch einige Rückgabetage. Im Mai wurde im Kinderbereich der neuen Bücherei eine Spieleburg aufgebaut. Im Juni wurden die Büchereimöbel aufgebaut, während nebenher noch der Innenausbau lief. Im gleichen Monat wurde auch der Umzug ins Büro- und Kulturhaus in der MAG vollzogen.
Am Freitag, dem 9. September 1994 wurde in Zusammenhang mit dem Büro- und Kulturhaus die Stadtbücherei in der MAG eröffnet. Es folgen zwei Tage der offenen Tür und Veranstaltungen. Die neu eingerichtete und gestaltete Bücherei bietet seither auf 1300 m² Medien für alle Altersstufen, ein Lesecafé und einen Bücherturm. Neu im Medienbestand sind seit damals CDs und Karten.
Anfang Mai 1995 konnte die Bücherei eine erfolgreiche Zwischenbilanz vorlegen. Nach acht Monaten zeigten die Erhebungen, dass eine jährliche Verdopplung der Entleihungen im Gegensatz zu den Zahlen der „alten“ Bücherei zu erwarten war. Der Medienbestand, der damals bei 25 000 Medien lag, musste aufgestockt werden, um die Nachfrage zu decken. Zur gleichen Zeit beschloss der Gemeinderat die endgültige Beibehaltung der Zweigstellenschließung.
Die Bilanz des Jahres 1997 erwies sich als sehr positiv. Die Jahresentleihungen stiegen auf bisher nie erreichte 170.000 an. Der Medienbestand lag bei 35 000 Medien. Die Bücherei wurde von knapp 63.000 Besuchern genutzt. Neuerungen in diesem Jahr waren die durch Sponsoren ermöglichte Einrichtung eines Internet- und eines CD-ROM-Arbeitsplatzes.
2003 wurde die elektromagnetische Buchsicherung eingeführt und die Möglichkeit, Medien über eine Rückgabeklappe an der Fassade der Bücherei einzuwerfen. 2004 erfolgte die Aufstellung einer Selbstverbuchungsanlage. Bereits 2009 wurde diese elektromagnetische Selbstverbuchung aber aufgrund erheblicher technischer Mängel wieder außer Betrieb genommen.
Ab 2005 stand endlich ein funktionierender OPAC zur Verfügung, welcher den Büchereikunden auch die Verlängerung des eigenen Medienkontos von zu Hause aus erlaubt. Im gleichen Jahr erhielt die Stadtbücherei einen neuen Internetauftritt und eine neue Bibliothekssoftware. Seit 2006 befindet sich die Stadtbücherei in Partnerschaft mit Geislinger Schulen im Lese-Netzwerk Geislingen. Seit 2010 führen das Michelberg-Gymnasium und die Stadtbücherei die Schulbibliothek des Gymnasiums nun gemeinsam als nichtöffentliche Zweigstelle. Damit ist die ursprünglich 1993 geschlossene Zweigstelle in Altenstadt wieder an die Stadtbücherei angeschlossen. Die Bestand bleibt dabei jedoch im Besitz des Gymnasiums. Im November 2008 legte der Gemeinderat der Stadt Geislingen die personelle Ausstattung der Stadtbücherei so fest, dass ausschließlich Fachpersonal beschäftigt werden soll. Zudem wurde festgelegt, dass am Medienetat der Einrichtung keine weiteren Einsparungen vorgenommen werden können. Im gleichen Jahr führte die Stadtbücherei in Kooperation mit der Stadtbibliothek Göppingen die erste „Onleihe“ (digitale Ausleihmöglichkeit von Medien) in Baden-Württemberg ein. Das Kooperationsmodell wird als „Online-Bibliothek 24*7“ bezeichnet. Im Jahr 2016 waren insgesamt 30 Bibliotheken an der Kooperation beteiligt. Im Februar 2010 gründete sich der Förderverein für die Stadtbücherei, das Geislinger Literaturnetzwerk e.V., das seit dieser Zeit ein Veranstaltungsprogramm für Erwachsene ermöglicht.
2011 erhielt die Stadtbücherei in der MAG als eine der ersten drei Bibliotheken bundesweit das Qualitätssiegel „Ausgezeichnete Bibliothek“ nach EFQM-CAF. Die Rezertifizierung wurde 2014 und 2018 ebenfalls erreicht. Anfang 2013 erfolgte der Umstieg der Bibliothekssoftware auf Win-BIAP der Fa. Datronic. Ein wichtiges Ziel war hier, einen zeitgemäßen OPAC anbieten zu können. Im Jahr 2014 begann der Umstieg auf die Verbuchungstechnik RFID in Zusammenarbeit mit der Fa. Bibliotheca. Seit Mitte 2015 erfolgt die Verbuchung nun mittels RFID. Die Stadtbücherei konnte daher ihre Öffnungszeiten zum Jahr 2016 erweitern. Zum Jahresende 2018 erzielte die Stadtbücherei mit rund 43.000 Medien eine Ausleihe von über 224.000 Entleihungen.
Im Jahr 2019 erhielt die Stadtbücherei in der MAG als erste öffentliche Bibliothek den Hauptpreis der in diesem Jahr neu geschaffenen Auszeichnung „Bibliothek des Jahres Baden-Württemberg“.
Während der Corona-Pandemie leistet die Stadtbibliothek in den Lockdown-Monaten mit ihrem kostenlosen Medien-Lieferdienst einen  Beitrag zur Versorgung der Bevölkerung mit Kultur und Information. Dennoch muss die Stadtbücherei seit 2020 Einschnitte in ihrem Etat hinnehmen, die sich auf das Medienangebot und die Veranstaltungsarbeit auswirken. Hintergrund dafür ist die schwierige Haushaltslage des Trägers der Einrichtung. Im Jahr 2020 organisierte der Förderverein der Stadtbücherei, das Geislinger Literaturnetzwerk e.V,, eine Spendenaktion zur Medienbeschaffung, an der sich viele Bürgerinnen und Bürger beteiligten.
Seit 2021 ist die Stadtbücherei auch vor Ort im Stadtgebiet mit Angeboten präsent. Mit dem Digitalen Erzählkoffer erhalten Kindergärten/KiTas die Möglichkeit, unterstützt von der Stadtbücherei, selbst Medienbildungsangebote zu machen. Dieses Projekt wurde durch das Förderprogramm „Total Digital“ gefördert. Mit dem Stabü-Mobil hat die Stadtbücherei eine Möglichkeit geschaffen, in den Einrichtungen bibliothekspädagogische Angebote durchzuführen und eine dezentrale Medienausleihe an vielen Orten im Stadtgebiet anzubieten. Finanziert wurde das Mobil durch das Förderprogramm Wissenswandel. Beide Förderprogramm werden über den Deutschen Bibliotheksverband (dbv) angeboten.
Ende 2021 wurde der Kinderbereich umgestaltet und lädt seither noch mehr zum Vorlesen, Stöbern, Spielen und Verweilen ein.
Zum Jahresende 2022 erzielte die Stadtbücherei mit rund 42.400 Medien eine Ausleihe von über 179.500 Entleihungen.

## Bibliotheksleiter 1948 – heute
Folgende Personen haben die Stadtbücherei Geislingen seit 1948 geleitet:
- 1948–1965: Fr. Lehmann-Reck (Bibliothekarin)
- 1965–1969: Manfred Preißler (Dipl.-Bibliothekar)
- 1961–1982: Erika Klingner (Buchhändlerin)
- 1982–2007: Dagmar Stöckle (Dipl.-Bibliothekarin)
- seit 2007: Benjamin Decker (Dipl.-Bibliothekar)

## Service

### Allgemeine Serviceleistungen
- Rund 43.000 Medien zur Ausleihe: Bücher, Zeitungen und Zeitschriften, Spiele, Konsolenspiele, CDs mit Musik, Hörbüchern, Hörspielen, Landkarten, Spielfilme und Dokumentarfilme auf DVD und BD

- Öffentliches W-LAN für registrierte Benutzer der Stadtbücherei Geislingen
- Digitale Medien im Rahmen der Online-Bibliothek 24/7
- Führungen für Erwachsene, z. B. Integrationskurse
- Leihverkehr
- Leserwünsche
- Literaturlisten
- Veranstaltungen zu literarischen und aktuellen Themen für Erwachsene und Kinder
- Makerspace-Angebote: 3D-Druck, Raspberry-Pi-Werkstatt für Jugendliche, Workshops für Trickfilm, Scratch, Lernroboter in der Ausleihe
- TechnoThek: In Zusammenarbeit mit dem VDI e.V. bietet die Stadtbücherei für Kinder und Jugendliche Technik-Baukästen, Konstruktionsspielzeugen oder Lern-Roboter zur Ausleihe an
- Artothek: In Zusammenarbeit mit Künstlerinnen und Künstlern aus Geislingen und dem Umland verleiht die Stadtbücherei Kunstwerke an ihre Nutzerinnen und Nutzer

### Besondere Dienstleistungen für Schulen und Kindergärten
- Führungen für alle Schularten und Klassenstufen
- Organisation von Lesungen, Kindertheateraufführungen und Schreibwerkstätten für die Schulen im Lese-Netzwerk Geislingen
- Übernahme der jährlichen Lizenzkosten für die Leseförderplattform Antolin für die Schulen im Lese-Netzwerk Geislingen
- Führungen für Maxi- oder Vorschulkinder und für Sprachfördergruppen aus Kindergärten
- Lernhilfen für alle Fächer, sowie umfangreiche Materialien zur Prüfungsvorbereitung für Haupt-, Realschulabschluss sowie Abitur
- Medienkisten für Schulen und Kindergärten
- Digitaler Erzählkoffer für Kinder die auf dem Weg sind das Lesen zu lernen – Angebot für Kindergärten und KiTas
- Stabü-Mobil: Elektromobil um bibliothekspädagogische Angebote in Schulen, KiTas und Kindergärten anzubieten

### Leseförderung für Kinder und Jugendliche
- Vorlesestunden – Lesepaten lesen ehrenamtlich aus Kinderbüchern vor
- Märchenwanderungen – ehrenamtliche Schauspieler führen szenische Lesungen von Märchentexte in der Natur auf vor
- Bildungspartnerschaft mit allen Schulen in Geislingen in kommunaler Trägerschaft im Rahmen des Lese-Netzwerkes Geislingen
- Trickfilmwerkstätten für Kinder
- Kostenlose Buchstart-Taschen für alle Haushalte mit einjährigen Kindern in Geislingen

## Vernetzt

### Kataloge und Datenbanken
- Online-Katalog (OPAC) – Recherche im gesamten Medienangebot der Stadtbücherei, Vorbestellung entliehener Titel und Verlängerungen
- Öffentliche Internet-Plätze mit Textverarbeitung und Drucker

### Onlinebibliothek
Seit April 2008 betreiben die drei städtischen Bibliotheken Göppingen, Geislingen an der Steige und Esslingen am Neckar eine Verbund-Zweigstelle im Internet. Inzwischen ist dieser Verbund auf 30 Teilnehmer angestiegen. In der Online-Bibliothek können elektronische Bücher, Hörbücher, Musik, Filme und Zeitschriften heruntergeladen werden. Die Onleihe ist rund um die Uhr geöffnet. Die Ausleihe ist zeitlich begrenzt: Nach Ablauf der Frist können die mittels DRM geschützten Medien nicht mehr genutzt werden. Seit 2017 umfasst das Angebot auch E-Learning Kurse.

### Kooperationen
- Die VHS Geislingen und die Stadtbücherei arbeiten, gemeinsam mit dem Geislinger Literaturnetzwerk e.V., eng im Veranstaltungsbereich zusammen.
- Mit allen Schulen in Geislingen, die sich in kommunaler Trägerschaft befinden, bestehen Kooperationsvereinbarungen im Rahmen des Lese-Netzwerkes Geislingen, das die Stadtbücherei 2006 ins Leben gerufen hat.
- Mit dem Michelberg-Gymnasium besteht eine Kooperation zum gemeinsamen Betrieb der Schulbibliothek.
- Im Rahmen des Geislinger Kulturherbstes besteht eine jährliche Zusammenarbeit mit allen kommunalen und privaten Kultureinrichtungen und Initiativen in der Stadt Geislingen.
- Mit den öffentlichen Bibliotheken im Landkreis Göppingen besteht eine enge Kooperation, die es den Nutzern diese Bibliotheken ermöglicht, mit einer für alle Einrichtungen gleichermaßen gültigen Büchereikarte sämtliche Einrichtungen zu nutzen.
- Gemeinsam mit dem Stadtseniorenrat Geislingen besteht seit 2007 der Medienlieferdienst „Bücher auf Rädern“.
- Seit 2016 besteht eine Kooperation zum kollegialen Austausch mit der Stadtbücherei Ibbenbüren und der Uwe-Johnson-Bibliothek in Güstrow.